# 包國良
包國良（1932年—），台灣蒙古族，民國大陸時期遼北省哲里木盟科爾沁左翼後旗（今屬內蒙古自治區通遼市）人，為成吉思汗嫡系。後到台灣，擔任中視等電視台的綜藝節目主持人。

## 生平
包國良6至7歲時，全家遷居北平市（今北京市）；14歲時，曾返回內蒙古，待了一段時間。1940年代末期，因國共內戰，當時就讀北平徐匯中學的包國良跟隨中華民國政府遷台並就讀臺北市立建國高級中學，之後考進國立臺灣大學法律學系。在國立臺灣大學法律學系求學三年，包國良發現自己的興趣是研究家鄉民俗，毅然放棄學士學位，重考考進國立政治大學邊疆政治學系（今「民族學系」）。包國良在學時期曾當過送報員與家教，之後當過台北市私立開平中學（今台北市私立開平餐飲學校）班導師；之後進入民防廣播電台，開始接觸廣播事業。
中國廣播公司（中廣）招考記者與播音員，包國良考進中廣，身兼記者、播音員、節目主持人；他主持的中廣節目《琴韻歌聲》，是當時家喻戶曉的節目。1968年，中國電視公司（中視）籌備成立時，中廣總經理兼中視總經理黎世芬派遣包國良赴日本放送協會（NHK）學習電視導播。包國良取得兩張合格證書，返回台灣，成為中視第一位導播；但此時中視節目幾乎已全部委外製作，中視開播在即，他被暫時調任主持人。1969年10月31日，中視開播。1969年11月7日，包國良主持的中視益智節目《猜猜看》開播。《猜猜看》是包國良主持的第一個電視節目，郝曼麗擔任第一位助理主持人。《猜猜看》讓包國良以主持人身分而著名，包國良從此成為專職的主持人。包國良在《猜猜看》中的口頭禪，例如「標準答案！」、「帶回家去當紀念品」等，至今依然被使用著。
1972年2月10日，包國良、張玲、白嘉莉與李睿舟合作主持台視、中視、華視聯合轉播的晚會《中興之夜》。1973年10月14日，包國良主持的中視綜藝節目《蓬萊仙島》開播。
1975年年中，《蓬萊仙島》短暫停播。《蓬萊仙島》復播之後，主持人遭撤換為甄妮與李季準；不過，包國良仍續任中視綜藝節目《歡樂假期》主持人。
1976年4月5日9時30分（UTC+8，以下皆同），當時擔任中視社教節目《安全島》主持人的包國良駕駛自用白色轎車（車牌號碼「省1-1707」）從臺北縣新店鎮（今新北市新店區）開往台北市途中，在新店鎮北新路三段與順安街交叉口與「六合交通公司」遊覽車（車牌號碼「市11-1155」）相撞，包國良轎車被撞後翻倒於路中安全島外邊，包國良受重傷、被送往耕莘醫院急救。
1983年11月，張淑娟、寇紹恩接手主持《歡樂假期》；1984年2月26日，包國良恢復主持《歡樂假期》。1987年2月，王夢麟接任《歡樂假期》主持人，他說：「我的壓力很大：有些人認為是我把包國良擠下來，事實上並不是如此，而是製作單位請我來主持的！」
1985年1月3日23時整，華視播映以介紹釣魚活動為主的社教節目《水的誘惑》，是包國良主持的第一個華視節目；《水的誘惑》製作人兵介福領導的製作單位已與中視有關主管長談取得諒解，才能邀得包國良主持。由於中視不滿《水的誘惑》收視率高於同時段的中視節目，包國良主持《水的誘惑》第1至3集就退出主持（第4集起改為楊楚光與陳永淘主持），但工作人員字卡依然是包國良與兵介福掛名製作人。
包國良之妻是客家人，兩人育有兩個兒子。1978年2月，包國良自言：「根據我們家譜中的記載，我的祖先們，有史以來，到我這一代，完全是純血統、沒有任何混血的純粹蒙古人；但是，到我兒子這一代時，卻擁有了一半客家人的血統。」

## 主持作品
中廣
《琴韻歌聲》
中視
益智節目《猜猜看》
益智節目《步步高升》
益智節目《奪標》
綜藝節目《綺麗世界》
綜藝節目《開心世界》
綜藝節目《歡樂假期》
綜藝節目《蓬萊仙島》
社教節目《安全島》
社教節目《十字路口》
特別節目《繽紛世界：彩虹天橋時裝發表會》
1986年元宵節特別節目《元宵燈謎園遊會》
歌唱節目《真善美歌聲》
歌唱節目《星星星歌謠》
歌唱節目《你點我唱》
音樂節目《金唱片》
華視
社教節目《水的誘惑》

## 客串作品
中視
1985年連續劇《牽情》第八集（在電視節目中擔任介紹大明星林子薇(楓飾)出場的主持人）